# Hit Mania Special Edition 2015
Hit Mania Special Edition 2015 è una compilation di artisti vari facente parte della serie Hit Mania, pubblicata il 17 Ottobre 2015.
È stata pubblicata sia in versione singola (2 CD) che in versione cofanetto (4 CD) dove oltre Hit Mania Special Edition 2015 e Hit Mania Special Edition 2015 Club Version, è presente anche il CD 3: Street Art vol.11 e il CD 4: NEXT - Social Music App vol.10.
La compilation è stata mixata dal DJ Mauro Miclini e la copertina è stata curata e progettata da Gorial.

## Tracce

### CD 1
1. Alexandra Stan & Inna – We Wanna (feat. Daddy Yankee)
2. Simioli & Provenzano – Ain't No Sunshine (feat. Scarlet)
3. Armin van Buuren – Another You (feat. Mr. Probz)
4. Avicii – Waiting For Love
5. Hayden James – Something About You
6. Michel Cleis & Klement Bonelli – Marvinello (feat. Martin Wilson)
7. Sigala – Easy Love
8. DJ Ross – Flowin' Like The River (feat. Ramin Rezai)
9. Tresor – Mount Everest (feat. Aka) (Freddy Verano Remix)
10. Sam Walkertone – Change Your Mind (feat. Sam Hezekiah) (Shaun Bate Edit Remix)
11. Peter Zaad – You
12. KalDee & Elaic – Together We Can Fly (feat. Fran B)
13. Andrea Imberti – The Sky Could Be Ours (feat. Joe Jury)
14. Deejay Trajan VS. Otilia – Rumbamour
15. Jacopo – Needs To Feel Love (Hm Remix)
16. Elly – Summer Love
17. Chris K & Antidote – Crazy (feat. Mr. Sax)
18. Steven May & Rohand – The Sun Is Loving You
19. Cesare Cremonini – Lost in the Weekend
20. Álvaro Soler – Agosto
21. Mika – Staring at the Sun
22. X Ambassadors – Renegades
23. Maroon 5 – This Summer
24. Nicky William – What If

### CD 2
1. Enea Marchesini DJ – Mueve Soave
2. Ely Johnson – Another Sun (Original Edit)
3. Vivian Darkangel & No Dolls Band – Simsalabimbe
4. DJ Uber – The World (Original Mix)
5. Rankati – All The Regrest
6. Beethoven TBS feat. Stephano Prunebelli – Around You (I.H.M. Original Mix)
7. DJ Save feat. Trendy Boy – The Haunted Castle (Halloween Party)
8. Bsharry feat. Guy Von James – Were At War
9. Co & Gio feat. Elove Taylor – Come Back To Me (Odio Radio Cut)
10. Marco Carpentieri feat. Sara Cruz – Follow You Home
11. DJ Skip & Andrea Di Pietro – I See You 2015
12. Jacopo Galeazzi – Come Back To me
13. Beethoven TBS – TBS Shake Yur Ass! (Club Edit)
14. Sara Cruz – Harder
15. Bsharry & Anthony C feat. Kevin Layton – Do You Right (Radio Mix)
16. Peter Zaad – Let's Party
17. Siko Ruiz & DJ Danny – La Noche Sexy
18. Pandho – Tik & Tak
19. Peter Zaad – Welcome
20. Gentlemen's Riot – Being Shy Brings Tears
21. Luca Savoldi – Could You Babe (Original Mix)
22. Ankan South & Terence Sax – Stereo Pair (Radio Edit)
23. Chill Bros – The Wave
24. Proyecto FM feat. Bing Bing & Romy El Real – Deepest Emotion